# Symphonie no 11 de Glass
Pour les articles homonymes, voir Symphonie no 11.
La Symphonie no 11 est une œuvre pour orchestre composée par Philip Glass en 2016. La symphonie, commandée par l'Orchestre Bruckner de Linz,  le Festival international de musique (en) d'Istanbul et l'Orchestre symphonique (en) du Queensland à l'occasion des 80 ans du compositeur, a été créée le 31 janvier 2017 au Carnegie Hall sous la direction de Dennis Russell Davies.